# 三井正信
三井 正信（みつい まさのぶ、1958年 - ）は、日本の法学者。専門は労働法。学位は、博士（法学）（法政大学・論文博士・2017年）。広島大学名誉教授。弁護士（広島弁護士会）。

## 略歴
- 1976年3月 - 大阪府立摂津高等学校卒業
- 1982年
  - 3月 - 京都大学法学部卒業
  - 4月 - 住友金属工業株式会社入社
- 1983年9月 - 住友金属工業株式会社退職
- 1984年4月 - 京都大学大学院法学研究科博士前期課程入学
- 1986年
  - 3月 - 京都大学大学院法学研究科博士前期課程修了
  - 4月 - 京都大学大学院法学研究科博士後期課程進学
- 1989年
  - 3月 - 京都大学大学院法学研究科博士後期課程単位取得研究指導認定退学
  - 4月 - 京都大学法学部助手
- 1990年4月 - 広島大学法学部助教授
- 2000年4月 - 広島大学法学部教授
- 2004年4月 - 広島大学大学院法務研究科教授
- 2005年9月 - 弁護士登録（広島弁護士会）
- 2007年4月-現在 - 広島大学大学院社会科学研究科教授
- 2007年7月-2015年3月 - 広島大学副理事（人事制度担当）
- 2015年4月-2017年3月 - 広島大学法学部長
- 2017年3月 - 法政大学より博士（法学）の学位を授与[1]。
- 2017年7月-現在 - 広島地方最低賃金審議会会長
- 2023年3月-広島大学名誉教授

## 論文
- 三井正信「フランス労働契約理論の研究」法政大学 博士（法学）, 乙第225号、2017年、doi:10.15002/00013932、NAID 500001043706。
- 「フランスにおける労働契約概念の形成とその展開（上）」季刊労働法144号177-190頁、1987年7月
- 「フランスにおける労働契約概念の形成とその展開（下）」季刊労働法145号202-215頁、1987年10月
- 「短期労働契約の更新拒絶と解雇法理」労働法律旬報1174号48-54頁、1987年8月
- 「戦後フランスにおける労働契約衰退論についての一考察 (2)・完」法学論叢126巻2頁、1989年4月
- 「勤務時間中の組合員バッジの着用と懲罰的業務命令の効力」労働法律旬報 23-30頁、1989年6月
- 「戦後フランスにおける労働契約衰退論についての一考察（一）」法学論叢125巻4号31-54頁、1989年7月
- 「戦後フランスにおける労働契約衰退論についての一考察（二・完）」法学論叢126巻2号55-83頁、1989年11月
- 「フランス労働契約理論の現代的展開（一）」廣島法学14巻2号29-60頁、1990年10月
- 「フランス労働契約理論の現代的展開（二）」廣島法学14巻3号37-70頁、1991年1月
- 「フランス労働契約理論の現代的展開（三）」廣島法学14巻4号355-386頁、1991年3月
- 「フランス労働契約理論の現代的展開（四）」廣島法学15巻3号69-91頁、1992年1月
- 「フランス労働契約理論の現代的展開（五・完）」廣島法学16巻2号55-88頁、1992年8月
- 「労働組合法二七条二項の「継続する行為」と賃金差別」法学教室137号102-103頁、1992年2月
- 「就労請求権についての一考察」廣島法学16巻4号305-341頁、1993年3月
- 「ルネ・サヴァチエの労働契約論について（一）」廣島法学17巻2号321-352頁、1993年7月
- 「ルネ・サヴァチエの労働契約論について（二）」廣島法学17巻4号141-173頁、1994年3月
- 「ルネ・サヴァチエの労働契約論について（三・完）」廣島法学18巻4号61-105頁、1995年3月
- 「フランスにおける労働時間法改革と労働時間短縮」日本労働法学会誌83号51-99頁、1994年5月
- 「労働組合と労働者の自己決定」法律時報66巻9号66-76頁、1994年8月
- 「業務命令」別冊ジュリスト（労働判例百選[第六版]）134号34-35頁、1995年9月
- 「統制処分法理の再検討（一）」廣島法学19巻3号65-98頁、1996年1月
- 「統制処分法理の再検討（二）」廣島法学20巻1号17-54頁、1996年6月
- 「統制処分法理の再検討（三）」廣島法学20巻3号71-111頁、1997年2月
- 「統制処分法理の再検討（四・完）」廣島法学21巻2号71-120頁、1997年9月
- 「使用者の裁量的賃金決定にもとづく男女間の賃金格差と労働基準法四条」労働法律旬報1384号14-23頁、1996年10月
- 「労働判例回顧①就業規則」労働法律旬報1406号44-57頁、1997年4月
- 「長期にわたる出向を命ずる業務命令の法的根拠と効力」法律時報69巻6号112-115頁、1997年5月
- 「女性労働組合の法的地位」廣島法学21巻4号131-163頁、1998年3月
- 「労働者の退職後の自殺と使用者の損害賠償責任」労働法律旬報1432号26-33頁、1998年5月
- 「労働組合の職場代表機能に関する法理論的考察（一）」廣島法学22巻2号33-57頁、1998年11月
- 「労働組合の職場代表機能に関する法理論的考察（二）」廣島法学23巻3号65-90頁、2000年1月
- 「紹介所派遣の付添婦と病院の間の労働契約の存否」ジュリスト1157号207-209頁、1999年6月
- 「イギリス雇用契約論におけるcontractとstatus（一）」廣島法学23巻1号57-80頁、1999年6月
- 「イギリス雇用契約論におけるcontractとstatus(二)」廣島法学23巻2号105-126頁、1999年11月
- 「懲戒処分としての労働契約の変更と労働者の同意」労働法律旬報1459号22-25頁、1999年7月
- 「組合のなかの集団と個人」日本労働法学会（編）『講座21世紀の労働法』8巻20-35頁、2000年5月
- 「出向労働者の解雇と派遣元使用者の未払賃金・解雇予告手当支払義務」労働法律旬報1179号48-54頁、2000年5月
- 「労働法の新たなパラダイムのための一試論（一）」廣島法学24巻2号39-65頁、2000年11月
- 「労働法の新たなパラダイムのための一試論（二）」廣島法学24巻4号35-61頁、2001年3月
- 「労働法の新たなパラダイムのための一試論（三）」廣島法学25巻2号91-118頁、2001年11月
- 「労働法の新たなパラダイムのための一試論（四）」廣島法学26巻1号87-116頁、2002年6月
- 「労働組合の将来と労働者の利益代表システム」労働法律旬報77-79頁、2001年1月
- 三井正信「就業規則法理の再検討:就業規則論研究序説」『修道法学』第23巻第2号、広島修道大学、2001年2月、289-331頁、ISSN 03866467、NAID 110004532430。
- 「労働協約の変更と労働契約法理」労働法律旬報1500号24-26頁、2001年3月
- 「規約に規定のない統制処分の可否と統制権の法的根拠・所在・限界」労働法律旬報1515号22-25頁、2001年11月
- 「労働者の能力を公正に評価する義務は使用者の労働契約上の義務として構成可能か」日本労働研究雑誌501号85-88頁、2002年4月
- 「仮眠時間の労働時間性と使用者の時間外・深夜割増手当支払義務」日本労働法学会誌100号181-188頁、2002年10月
- 「私傷病と労働受領義務」別冊ジュリスト労働判例百選[第七版]165号38-39頁、2002年11月
- 「公正評価義務論の意義・射程と限界（一）」廣島法学26巻2号83-103頁、2002年11月
- 「公正評価義務論の意義・射程と限界（二）」廣島法学26巻3号175-203頁、2003年1月
- 「公正評価義務論の意義・射程と限界（三・完）」廣島法学26巻4号109-135頁、2003年3月

- 三井正信「準解雇の法理(1)」『広島法学』第27巻第1号、広島大学法学会、2003年6月、53-85頁、doi:10.15027/795、ISSN 03865010、NAID 110000940521。
- 三井正信「準解雇の法理(2)」『広島法学』第27巻第2号、広島大学法学会、2003年11月、111-136頁、doi:10.15027/802、ISSN 03865010、NAID 110000940528。
- 三井正信「準解雇の法理(3)」『広島法学』第27巻第3号、広島大学法学会、2004年1月、1-33頁、doi:10.15027/17920、ISSN 03865010、NAID 110004667110。
- 三井正信「準解雇の法理(4)」『広島法学』第27巻第4号、広島大学法学会、2004年3月、31-64頁、doi:10.15027/17928、ISSN 03865010、NAID 110004667118。
- 三井正信「準解雇の法理(5・完)」『広島法学』第28巻第1号、広島大学法学会、2004年6月、73-103頁、doi:10.15027/17941、ISSN 03865010、NAID 110004667131。
- 「使用者による労働者の能力評価・格付けの適法性要件」労働法律旬報1597号16-18頁、2004年7月
- 三井正信「労働契約法としての労働基準法(1)」『広島法学』第28巻第2号、広島大学法学会、2004年11月、97-126頁、doi:10.15027/17955、ISSN 03865010、NAID 110004667145。
- 三井正信「労働契約法としての労働基準法(2)」『広島法学』第28巻第3号、広島大学法学会、2005年1月、37-63頁、doi:10.15027/17967、ISSN 03865010、NAID 110004667157。
- 三井正信「労働契約法としての労働基準法(3)」『広島法学』第28巻第4号、広島大学法学会、2005年3月、23-44頁、doi:10.15027/17974、ISSN 03865010、NAID 110004709970。
- 三井正信「労働契約法としての労働基準法(4)」『広島法学』第29巻第2号、広島大学法学会、2005年12月、195-217頁、ISSN 03865010、NAID 40007075951。
- 三井正信「労働契約法としての労働基準法(四)」『廣島法學』第29巻第2号、広島大学法学会、2005年12月、195-217頁、doi:10.15027/15414、ISSN 0386-5010、NAID 120000882674。
- 三井正信「労働契約法としての労働基準法(5・完)」『広島法学』第31巻第1号、広島大学法学会、2007年6月、43-74頁、doi:10.15027/20086、ISSN 03865010、NAID 120000875145。
- 「ユニオン・ショップ」ジュリスト増刊/労働法の争点[第3版]34-36頁、2004年12月
- 「就業規則」法学セミナー2005年2月号（602号）22-25頁、2005年1月
- 三井正信「組織強制の法理(1)」『広島法科大学院論集』第1号、広島大学法学会、2005年3月、165-189頁、doi:10.15027/18088、ISSN 18801897、NAID 110004708756。
- 三井正信「組織強制の法理(2)」『広島法科大学院論集』第2号、広島大学法学会、2006年3月、67-91頁、doi:10.15027/30677、ISSN 18801897、NAID 120002709610。
- 三井正信「組織強制の法理(3・完)」『広島法科大学院論集』第3号、広島大学法学会、2007年3月、197-226頁、doi:10.15027/30693、ISSN 18801897、NAID 120002723224。
- 「リストラ規制の新動向, 現代民事法改革の動向Ⅱ」193-220頁、2005年10月
- 三井正信「単身赴任と通勤災害:高山労基署長(通勤災害)事件・岐阜地判平17・4・21を素材として」『修道法学』第28巻第2号、広島修道大学、2006年2月、595-641頁、ISSN 03866467、NAID 110006274895。
- 「フランス労働契約理論における契約(contrat)と身分(statut)」比較法研究67号214頁、2006年5月
- 「企業の社会的権力コントロールと労働契約法」日本労働法学会誌107号34-51頁、2006年5月
- 「人事院勧告準拠にもとづく給与減額の効力」労働法律旬報1639=1640号40-47頁、2007年1月
- 三井正信「高年齢者雇用安定法9条をめぐる解釈論的諸問題(一)」『広島法学』第30巻第3号、広島大学法学会、2007年1月、1-26頁、doi:10.15027/20067、ISSN 03865010、NAID 120000875154。
- 三井正信「高年齢者雇用安定法九条をめぐる解釈論的諸問題(二)」『広島法学』第30巻第4号、広島大学法学会、2007年3月、1-25頁、doi:10.15027/20074、ISSN 03865010、NAID 120000875133。
- 三井正信「高年齢者雇用安定法九条をめぐる解釈論的諸問題(三)<論説>」『廣島法學』第31巻第4号、広島大学法学会、2008年3月、97-122頁、doi:10.15027/24845、ISSN 0386-5010、NAID 120000871974。
- 三井正信「高年齢者雇用安定法九条をめぐる解釈論的諸問題(四・完)<論説>」『廣島法學』第37巻第2号、広島大学法学会、2013年10月、1-23頁、doi:10.15027/35526、ISSN 0386-5010、NAID 120005429952。
- 三井正信「労働契約法と就業規則の不利益変更」『広島法学』第32巻第1号、広島大学法学会、2008年6月、23-70頁、doi:10.15027/24771、ISSN 03865010、NAID 120000871900。